# Marijeta Šarlija
Marijeta Šarlija (n. Vidak, 14 august 1992, în Virovitica) este o handbalistă croată care ultima oară a jucat pentru clubul Fleury Loiret HB pe postul de intermediar stânga. Vidak este și componentă a echipei naționale a Croației.

## Biografie
Marijeta Vidak și-a petrecut perioada de juniorat la echipele ŽRK TVIN Trgocentar și RK Podravka, de unde a fost convocată și la echipele naționale de junioare și tineret ale Croației. În 2010, handbalista făcut pasul la echipa de senioare a RK Podravka unde, cu excepția unei scurte perioade în care a fost împrumutată la RK Zelina, a rămas până în 2018 și a jucat în fiecare an în cupele europene.
În sezonul 2018-2019, Vidak a evoluat la SCM Gloria Buzău. Din 2019 a jucat, în Slovenia, pentru RK Zelene Doline Žalec, iar în 2020 s-a întors în Croația și a semnat cu ŽRK Umag. La Campionatul European din 2020 desfășurat în Danemarca, ea a cucerit cu selecționata Croației medalia de bronz. În perioada ianuarie-iunie 2021, Vidak a evoluat la Fleury Loiret HB.
În aprilie 2022, Marijeta Šarlija a devenit mamă.

## Palmares
- Campionatul European:
  -  Medalie de bronz: 2020

- Liga Campionilor:
  - Grupe: 2011, 2012, 2013, 2014, 2015, 2016
  - Calificări: 2017, 2018

- Cupa Cupelor
  - Optimi de finală: 2013, 2014, 2015, 2016

- Liga Europeană:
  - Grupe: 2021

- Cupa EHF:
  - Turul 3: 2017, 2018

- Cupa Challenge:
  - Sfertfinalistă: 2012
  - Turul 3: 2008

- Campionatul Croației
  -  Câștigătoare: 2009, 2010, 2011, 2013, 2015, 2016, 2017, 2018
  -  Medalie de argint: 2014

- Cupa Croației
  -  Câștigătoare: 2009, 2010, 2011, 2013, 2015, 2016, 2017, 2018
  -  Medalie de bronz: 2014, 2018

- Liga Regională:
  -  Câștigătoare: 2009
  -  Medalie de argint: 2011
  -  Medalie de bronz: 2010

## Distincții personale
- Cea mai bună marcatoare a Memorialului Tomáš Jakubčo: 2015 (21 de goluri)[19][20]